# Mallièvre
Mallièvre és un municipi francès situat al departament de Vendée i a la regió de País del Loira. L'any 2007 tenia 238 habitants.

## Demografia

### Població
El 2007 la població de fet de Mallièvre era de 238 persones. Hi havia 112 famílies de les quals 36 eren unipersonals (16 homes vivint sols i 20 dones vivint soles), 40 parelles sense fills, 32 parelles amb fills i 4 famílies monoparentals amb fills.
La població ha evolucionat segons el següent gràfic:
Habitants censats

### Habitatges
El 2007 hi havia 135 habitatges, 109 eren l'habitatge principal de la família, 6 eren segones residències i 21 estaven desocupats. 126 eren cases i 5 eren apartaments. Dels 109 habitatges principals, 79 estaven ocupats pels seus propietaris i 30 estaven llogats i ocupats pels llogaters; 3 tenien una cambra, 2 en tenien dues, 17 en tenien tres, 25 en tenien quatre i 62 en tenien cinc o més. 62 habitatges disposaven pel capbaix d'una plaça de pàrquing. A 51 habitatges hi havia un automòbil i a 48 n'hi havia dos o més.

### Piràmide de població
La piràmide de població per edats i sexe el 2009 era:
| Homes | Edats   | Dones |
| ----- | ------- | ----- |
| 0     | 95 o +  | 0     |
| 0     | 90 a 94 | 0     |
| 0     | 85 a 89 | 0     |
| 0     | 80 a 84 | 0     |
| 0     | 75 a 79 | 0     |
| 16    | 70 a 74 | 16    |
| 8     | 65 a 69 | 12    |
| 4     | 60 a 64 | 8     |
| 16    | 55 a 59 | 4     |
| 0     | 50 a 54 | 8     |
| 12    | 45 a 49 | 4     |
| 8     | 40 a 44 | 0     |
| 12    | 35 a 39 | 20    |
| 16    | 30 a 34 | 12    |
| 8     | 25 a 29 | 12    |
| 12    | 20 a 24 | 4     |
| 8     | 15 a 19 | 0     |
| 8     | 10 a 14 | 4     |
| 16    | 5 a 9   | 16    |
| 16    | 0 a 4   | 4     |

## Economia
El 2007 la població en edat de treballar era de 148 persones, 122 eren actives i 26 eren inactives. De les 122 persones actives 114 estaven ocupades (64 homes i 50 dones) i 8 estaven aturades (2 homes i 6 dones). De les 26 persones inactives 13 estaven jubilades, 9 estaven estudiant i 4 estaven classificades com a «altres inactius».

### Ingressos
El 2009 a Mallièvre hi havia 112 unitats fiscals que integraven 249 persones, la mediana anual d'ingressos fiscals per persona era de 19.410 €.

### Activitats econòmiques
Dels 5 establiments que hi havia el 2007, 2 eren d'empreses de construcció, 1 d'una empresa d'hostatgeria i restauració, 1 d'una empresa immobiliària i 1 d'una empresa classificada com a «altres activitats de serveis».
Dels 3 establiments de servei als particulars que hi havia el 2009, 1 era un paleta, 1 fusteria i 1 perruqueria.

## Equipaments sanitaris i escolars
El 2009 hi havia una escola elemental.

## Poblacions més properes
El següent diagrama mostra les poblacions més properes.